# Pâté vaudois
Un pâté vaudois est un petit pâté à la viande, connu dans toute la Suisse, mais consommé plus particulièrement dans le canton de Vaud et les régions avoisinantes.
Il a la particularité d'être confectionné à la fois dans les boulangeries et les boucheries, et est composé de trois éléments : une pâte brisée croustillante, de la farce à la viande blanche (porc, veau ou volaille), et de la gelée culinaire. De forme cylindrique, il mesure entre 4 et 7 cm à la base, 7 à 8 cm en haut, pour environ 5 cm de hauteur. Le dessus de la pâte est doré à l’œuf, et est percé au centre d'une cheminée permettant d'y couler la gelée après cuisson.

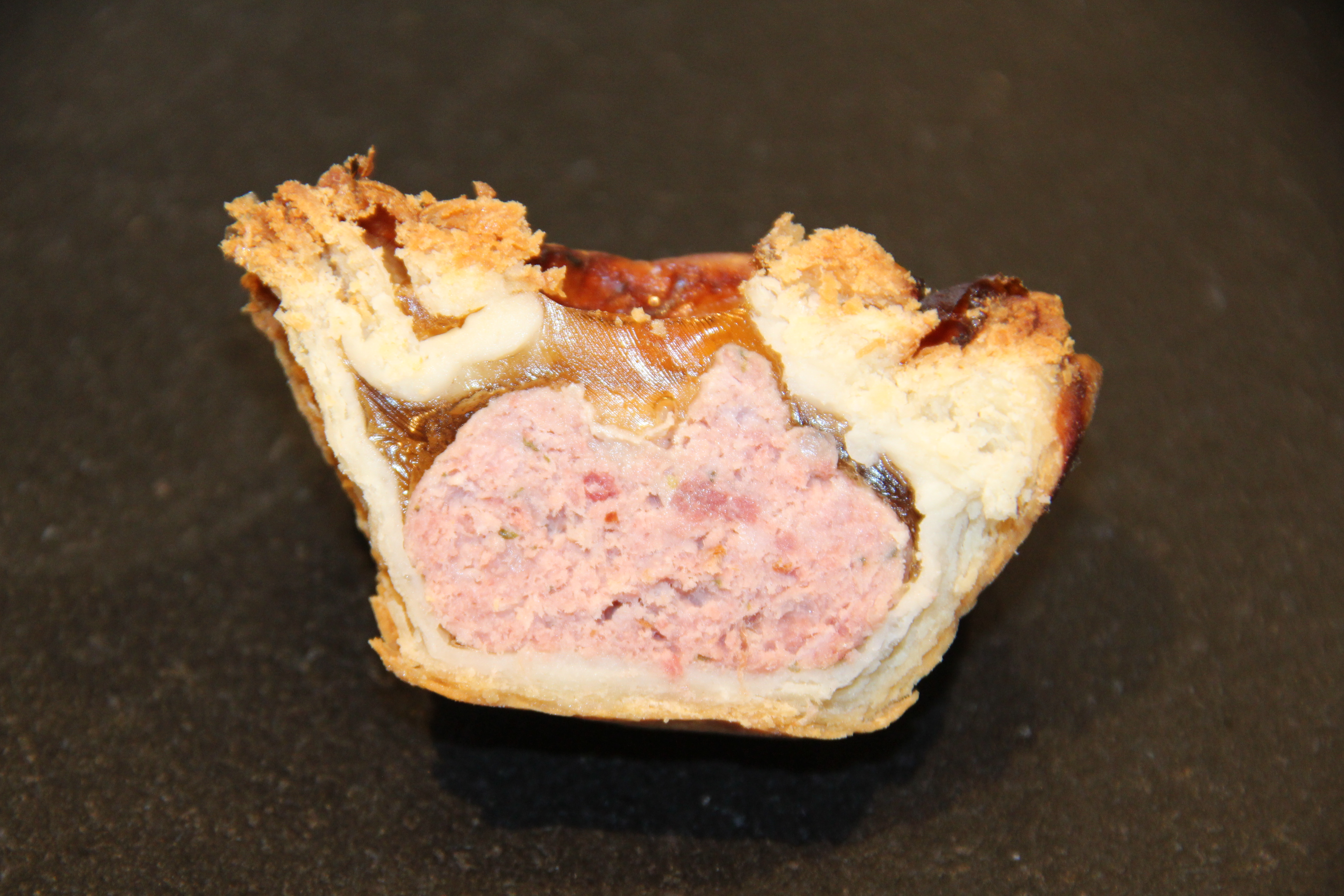
Pâté vaudois coupé en deux; on y voit la farce, la gelée et la pâte.

La production annuelle de ces pâtés en Suisse est estimée à environ 5 millions de pièces. Les deux tiers de ces pâtés sont fabriqués par deux industriels, la boulangerie Jowa à Ecublens (appartenant à Migros), et Le Patron/Orior à Böckten dans le canton de Bâle-Campagne. La part de la fabrication artisanale en boulangeries et boucheries est estimée en dessous de 10%, et est concentrée en Suisse romande et en particulier dans le canton de Vaud.
Depuis 2020, un concours gastronomique, nommé "championnat du monde du pâté vaudois", a lieu chaque année dans le canton de Vaud. Mise en place et gérée par la Confrérie de la Charcuterie artisanale, l'édition 2022 a été jugé par un jury d’experts, mené par Christian Ségui de l’Ecole hôtelière de Lausanne et a été remportée par l'entreprise "Le Petit Encas", située à Étagnières.

## Palmarès du championnat du monde du pâté vaudois
| Année | Gagnant                                             |
| ----- | --------------------------------------------------- |
| 2020  | Le Petit Encas, M. Daniel Grossenbacher, Etagnières |
| 2021  | Boulangerie Durgnat, Famille Durgnat, Villeneuve    |
| 2022  | Le Petit Encas, M. Daniel Grossenbacher, Etagnières |
| 2023  | Le Petit Encas, M. Daniel Grossenbacher, Etagnières |